# Mühlhäuser Landgraben

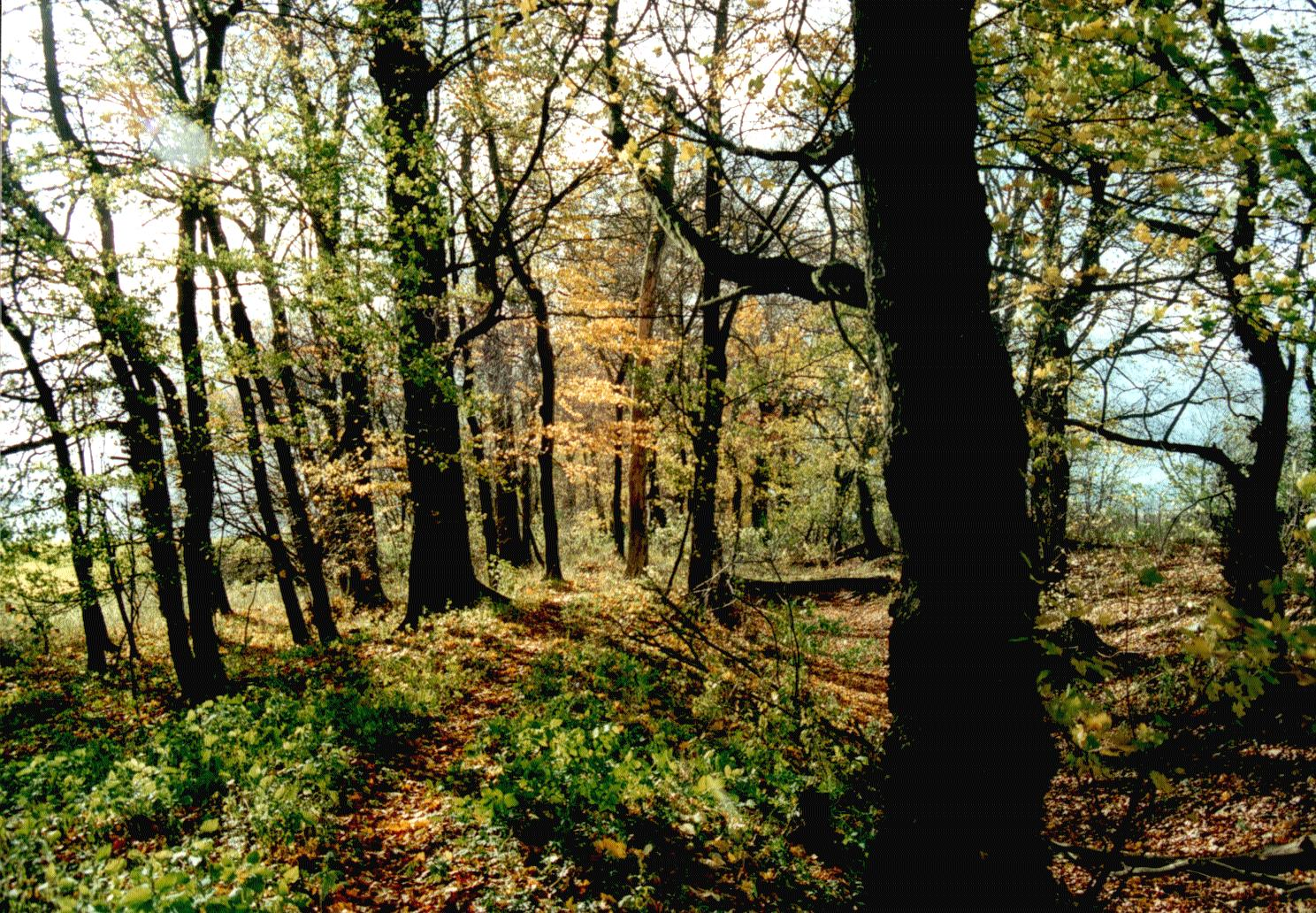
Mühlhäuser Landgraben im bunten Herbstlaub

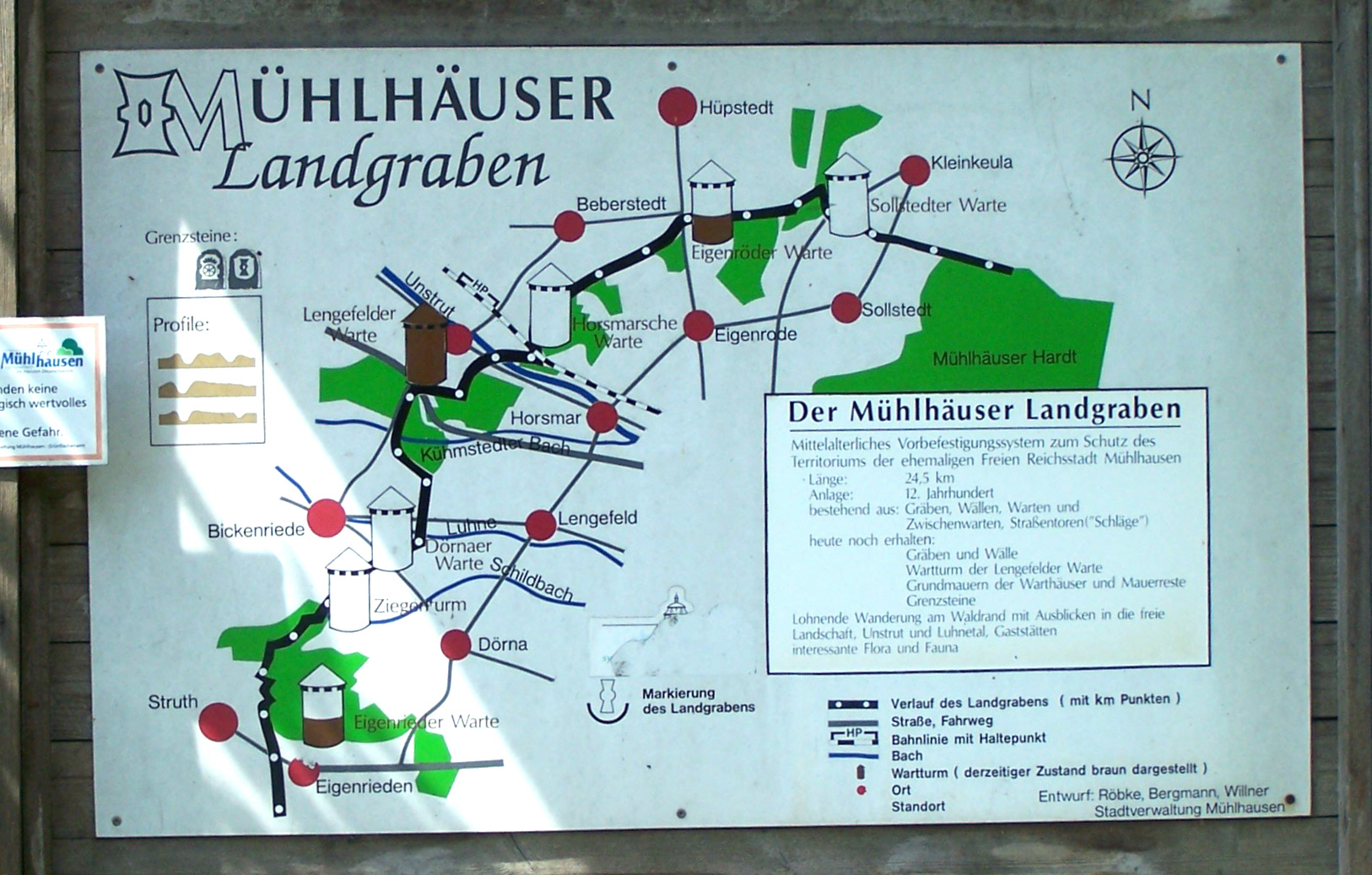
Plan zum Mühlhäuser Landgraben (Standort Eigenrieder Warte)

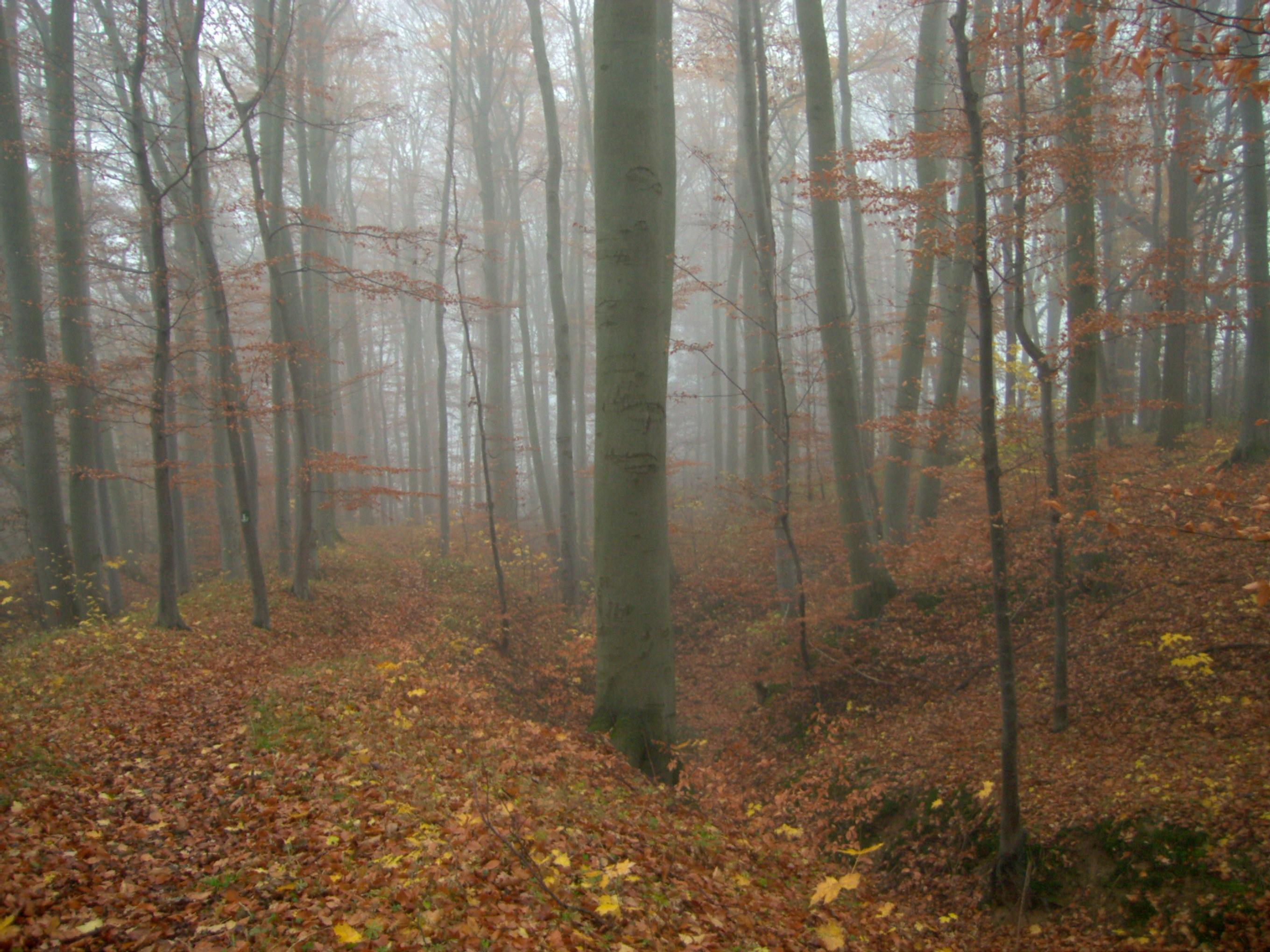
Mühlhäuser Landgraben bei Bickenriede bei Nebel im November

Der Mühlhäuser Landgraben ist eine als Kulturdenkmal eingetragene Wallanlage im Nordwesten der Kreisstadt und ehemaligen Freien Reichsstadt Mühlhausen/Thüringen.

## Lage
Er ist 26 km lang und reicht in einem Abstand von 8 bis 12 km zu Mühlhausen von der Mühlhäuser Hardt im Norden bis zum Güldenen Holz im nördlichen Hainich im Westen. Er schloss in einem Viertelkreisbogen die Lücke zwischen der Sondershausen-Schwarzburgischen Landwehr mit der Schwarzburger Warte bei Kleinkeula im Norden und der Landwehr der Thüringischen Grafen im Südwesten. Zu den im Süden und Osten angrenzenden, befreundeten Wettinischen Gebieten waren keine Schutzbauten notwendig. Eine historische Karte aus der Zeit um 1600 („Holtz vom Chur. Fürstl. Sächs. Grentz-Hause bis an den Landgraben nach der Eigenrödischen Warthe.“) gibt detailliert Auskunft über den geographischen Verlauf und die Bauwerke am Landgraben.

## Beschreibung
Der Mühlhäuser Landgraben wurde etwa ab 1350 als Doppel- und Einfachgraben mit Knick angelegt und diente der Grenzbefestigung und dem Schutz des ehemaligen Königsgutsbesitzes um Mühlhausen vor Raubritterüberfällen aus Niedersachsen, Hessen und dem Eichsfeld.
Die Durchfahrten waren mit Schlagbäumen gesichert. Über weitere Warten und Kirchtürme erfolgte die Signalübermittlung zwischen dem Landgraben und der Stadt Mühlhausen.
Das Turmsymbol fand Eingang in das Wappen von Lengefeld, das am 20. September 1994 genehmigt wurde. Der stilisierte Turm steht dort für die Lengefelder Warte.
Bis 1808 wurde die Anlage unterhalten. Bis dahin hatten die 19 Dörfer des Königsgutsbezirkes, zu deren Schutz der Mühlhäuser Landgraben errichtet worden war, für Erhaltungsmaßnahmen an Knick und Graben sowie an den Warten an die Stadt Mühlhausen ein Landwehr- und Turmgeld zu zahlen. Danach wuchs der bis heute erhalten gebliebene strukturreiche Hochwald auf, der zu DDR-Zeiten nicht genutzt wurde und auf weiten Strecken einen urwaldartigen Charakter angenommen hat. Selbst nach 1992 wurden nur einzelne, wertvolle Stämme herausgenommen. Der 50 bis 100 m breite Waldstreifen setzt sich v. a. aus alten Rotbuchen und Stieleichen, aber auch aus Esche, Bergahorn, Linden, Feldahorn und anderen Baumarten zusammen. Auch die Elsbeere ist nicht selten. Der Mühlhäuser Landgraben verbindet mehrere größere Waldgebiete miteinander und dient daher der Biotopvernetzung.
Entlang des Mühlhäuser Landgrabens wurden zwischen 1667 und 1669 143 Grenzsteine gesetzt, von denen bis heute zahlreiche erhalten geblieben sind. Sie weisen heute noch den Weg mit der Mühlhaue, dem Hoheitszeichen der Freien Reichsstadt Mühlhausen auf der Vorderseite und dem Mainzer Rad des Kurmainzischen Fürstentums Eichsfeld auf der Rückseite. Landgraben und Grenzsteine verliefen im Allgemeinen unmittelbar an der historischen Grenze (entspricht auch den heutigen Gemarkungsgrenzen) entlang, eine Ausnahme stellte der Verlauf bei Eigenrieden dar. Hier gibt es eine Abweichung zwischen der heutigen Gemarkungsgrenze und dem Verlauf des Landgrabens am Eigenrieder Tor. Südlich von Eigenrieden läuft er dann als einfacher Graben in südlicher Richtung bis etwa zum Hohen Rode, danach ist er nicht mehr erkennbar. Die Grenzsteine befinden sich dagegen deutlich westlich an der heutigen Bundesstraße 249 und weiter am Waldrand zur Diedorfer Gemarkung.
Einige Spuren und Quellenangaben deuten darauf hin, dass weitere Abschnitte des Landgrabens im Osten und Süden des Stadtgebietes existiert haben, so bei Obermehler, Oppershausen, Langula und Großengottern. Ebenso wird eine Verlängerung des Landgrabens südlich von Eigenrieden über Diedorf, Heyerode und Hallungen angenommen. Weiter südlich der Bundesstraße 249 wird ein Landgraben am westlichen Waldrand des Hainichs vermutet, der bis zum Grenzhaus Heyerode verlief und hier bereits zum Gebiet der Vogtei Dorla gehört haben muss.

## Warttürme

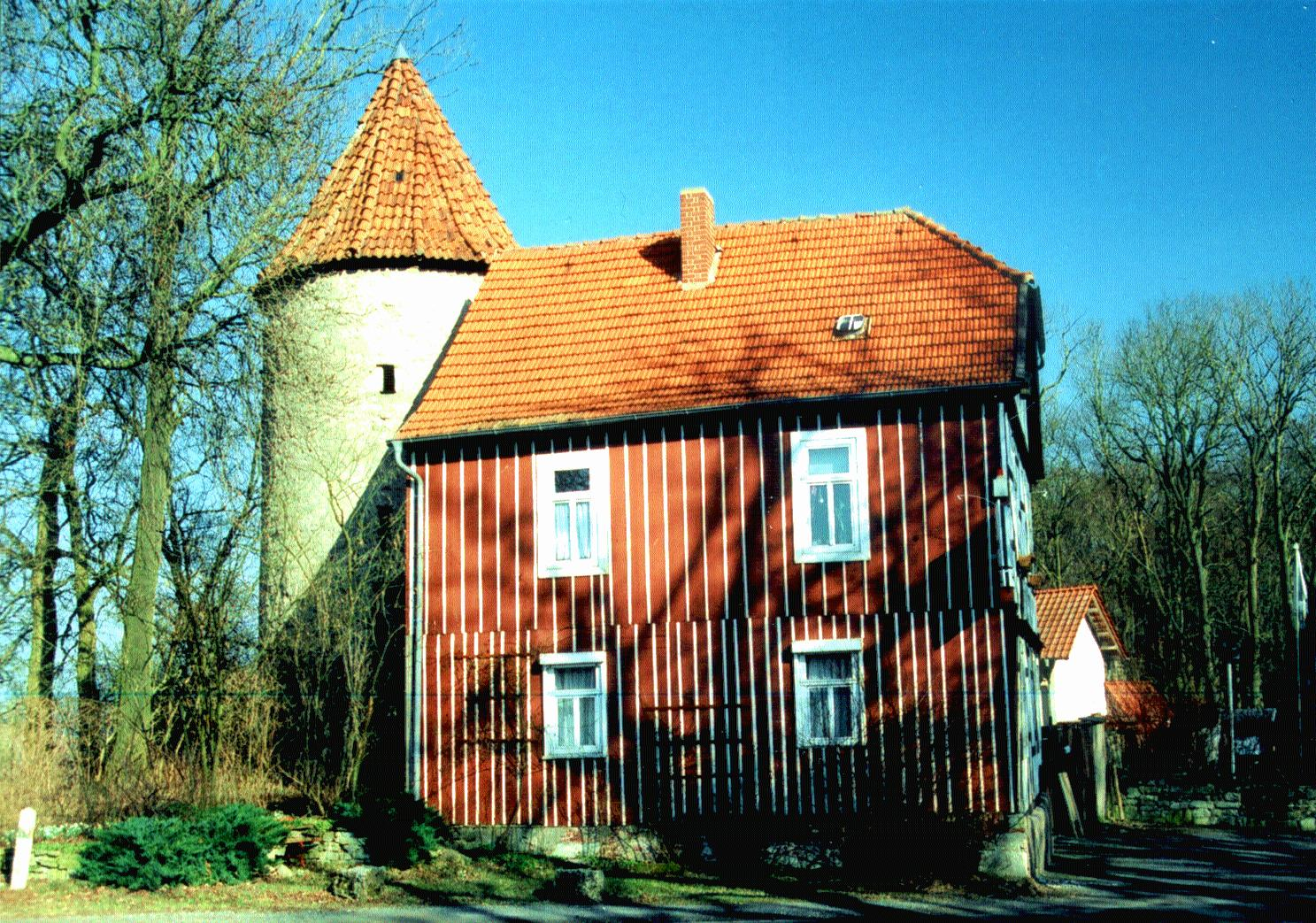
Lengefelder Warte im März 2003

Der Durchgang und Handel erfolgte nur an wenigen Straßendurchlässen mit den Warten, den bewachten Tortürmen, von denen es noch auf Mühlhäuser Territorium folgende gab: Eigenrieder Warte, Ziegenturm, Dörnaer Warte, Lengefelder Warte, Horsmarer Warte, Eigenröder Warte (früher Schalcheröder Warte) und Sollstedter Warte. Im Wesentlichen erhalten geblieben ist die Lengefelder Warte an der heutigen Bundesstraße 247, von der Eigenrieder und Eigenröder Warte sind nur noch die Stümpfe der Warttürme erhalten. Auf einer alten Karte aus dem Jahr 1642 war die Eigenröder (oder auch Hüpstedter) Warte als zweitürmige Warte dargestellt.
Das Baumaterial der meisten Türme bestand aus dem ortstypischen Muschelkalksteinen und war als Bruchsteinmauerwerk ausgeführt. Der Einstieg zu den Türmen befand sich mehrere Meter oberhalb des Erdbodens. Neben dem Turm gab es meistens noch ein Haus mit Nebengebäuden. Einige Warten waren auch mit einem Wall-Graben-System und einer Mauer umgeben.
Eine Besonderheit stellt die Sollstedter Warte im äußersten Nordosten des Mühlhäuser Territoriums dar. Hier befand sich unmittelbar östlich des Mühlhäuser Straßendurchlasses angrenzend die Schwarzburger Warte in einer kleinen Schwarzburger Exklave im Sachsen-Gothaer Dorf Kleinkeula. Von dieser Warte an der ehemaligen Schwarzburger Landwehr ist im Gelände noch eine ovale 4 m hohe Terrasse mit einer Fläche von 33 × 39 m erkennbar, um die ein tiefer Graben läuft. Welche dieser beiden Warten zuerst errichtet wurde, ist nicht genau bekannt. Die Schwarzburger Warte wurde ursprünglich auch Hohe Warte genannt und wurde bereits 1298 in einer Streitsache zwischen den Herren von Bodungen und dem Kloster Volkenroda als Hohwarte bei Kleinkeula erwähnt. Heute wird allgemein dieser gesamte Teil der Befestigung als Sollstedter Warte bezeichnet. Eine Waldflur südöstlich von Hüpstedt wird in modernen Karten ebenfalls noch als „Hohe Warte“ bezeichnet.

## Grenzsteine
Der Landgraben bildete mit seinen äußeren Wehrelementen auch die Hoheitsgrenze zwischen der Freien Reichsstadt Mühlhausen und dem Kurmainzischen Eichsfeld. Nach einem Streit im Jahr 1667 zwischen dem Kurfürsten von Mainz und dem Oberamtmann in Heiligenstadt gegen den Rat von Mühlhausen über den Grenzverlauf der Grenze wurde der Landgraben versteinert. Von den über 100 noch erhalten gebliebenen Steinen erkennt man auf der Mühlhäuser Seite die Mühlhaue und auf Eichsfelder Seite das Mainzer Rad. Bei vielen Grenzsteinen ist noch das Jahr der Aufstellung 1667 erkennbar, was darauf hindeutet, dass die Versteinerung erst nach Errichtung des Landgrabens erfolgt ist. Südlich von Eigenrieden gibt es eine deutliche Abweichung zwischen dem Verlauf der Landwehr im Mühlhäuser Stadtwald und den Grenzsteinen entlang der nach Südwesten verlaufenden Bundesstraße 249. 
Ganz im Osten bei der Sollstedter Warte bildete die Grabenanlage auch die kurze Grenze zur Sachsen-Gothaer Exklave Kleinkeula und dem Schwarzburg-Sondershäuser Fürstentum bei Keula. Entlang dieses Grenzabschnittes findet man Grenzsteine zum Teil gestaffelt in mehreren Reihen mit unterschiedlichsten Hoheitszeichen, darunter auch einen Dreiherrenstein nördlich von Sollstedt. 

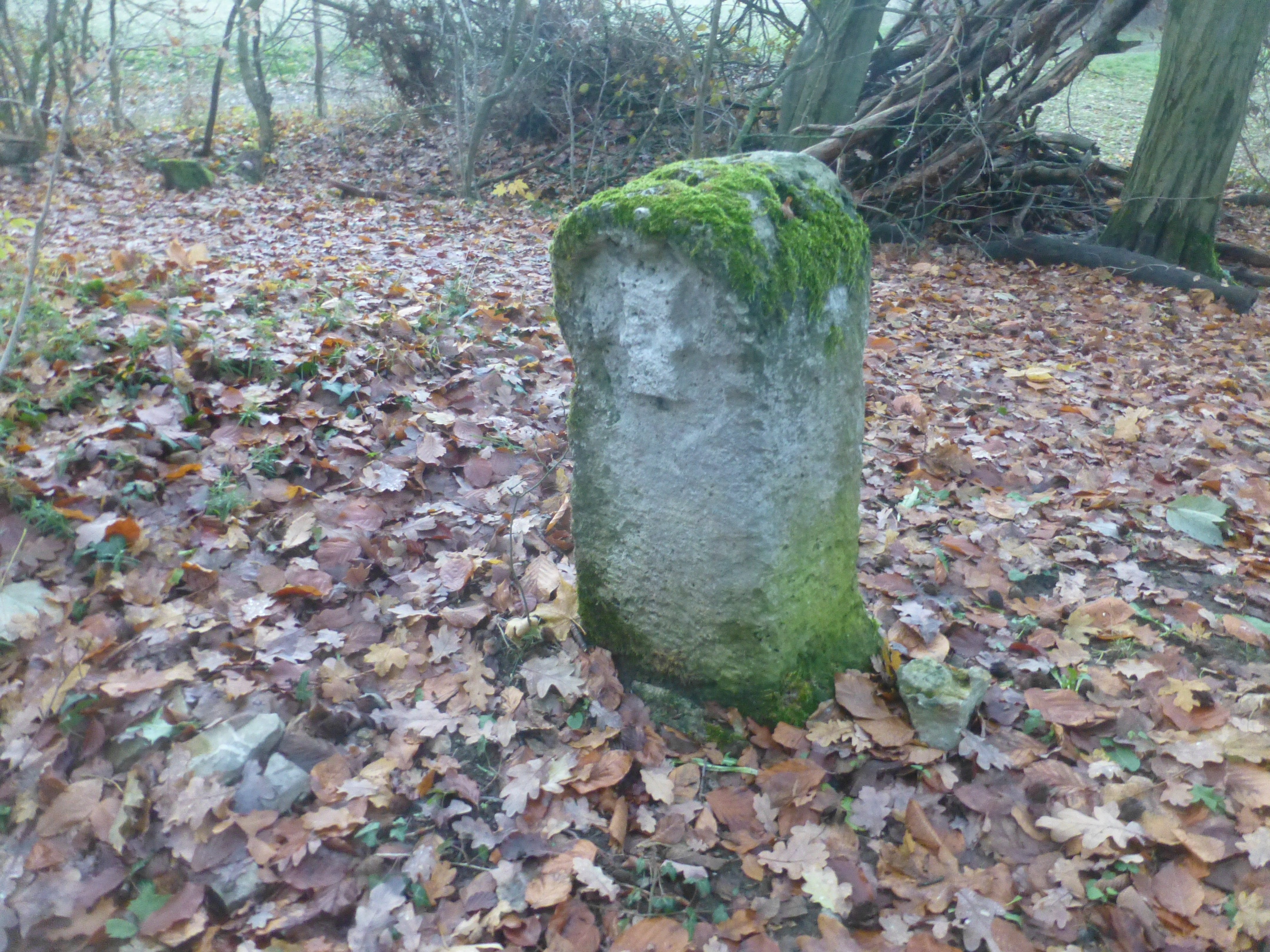
Grenzstein am Ziegenturm bei Dörna mit Mühlhaue
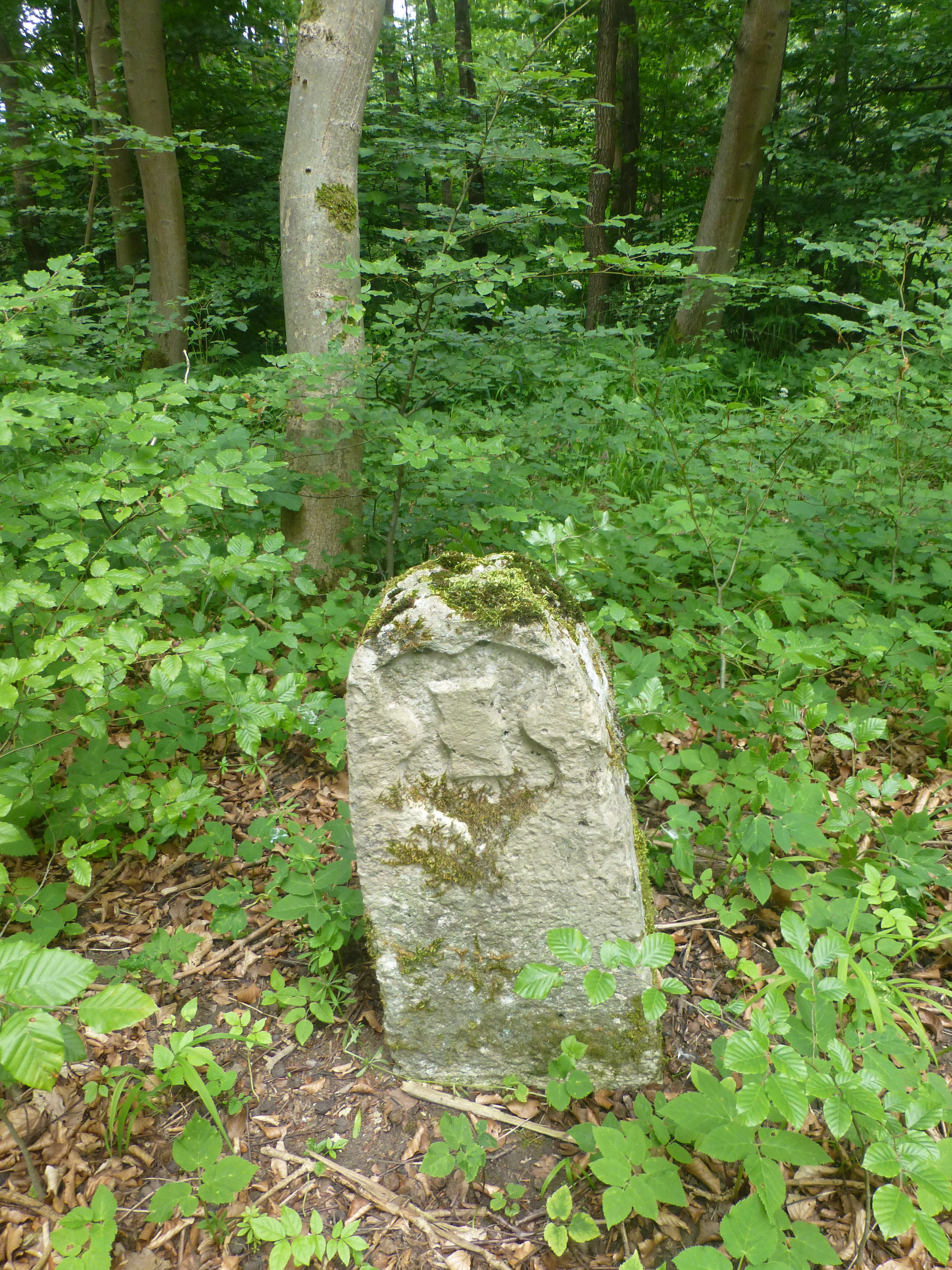
Grenzstein am Landgraben zwischen Sollstedt und Hüpstedt mit der Mühlhäuser Haue
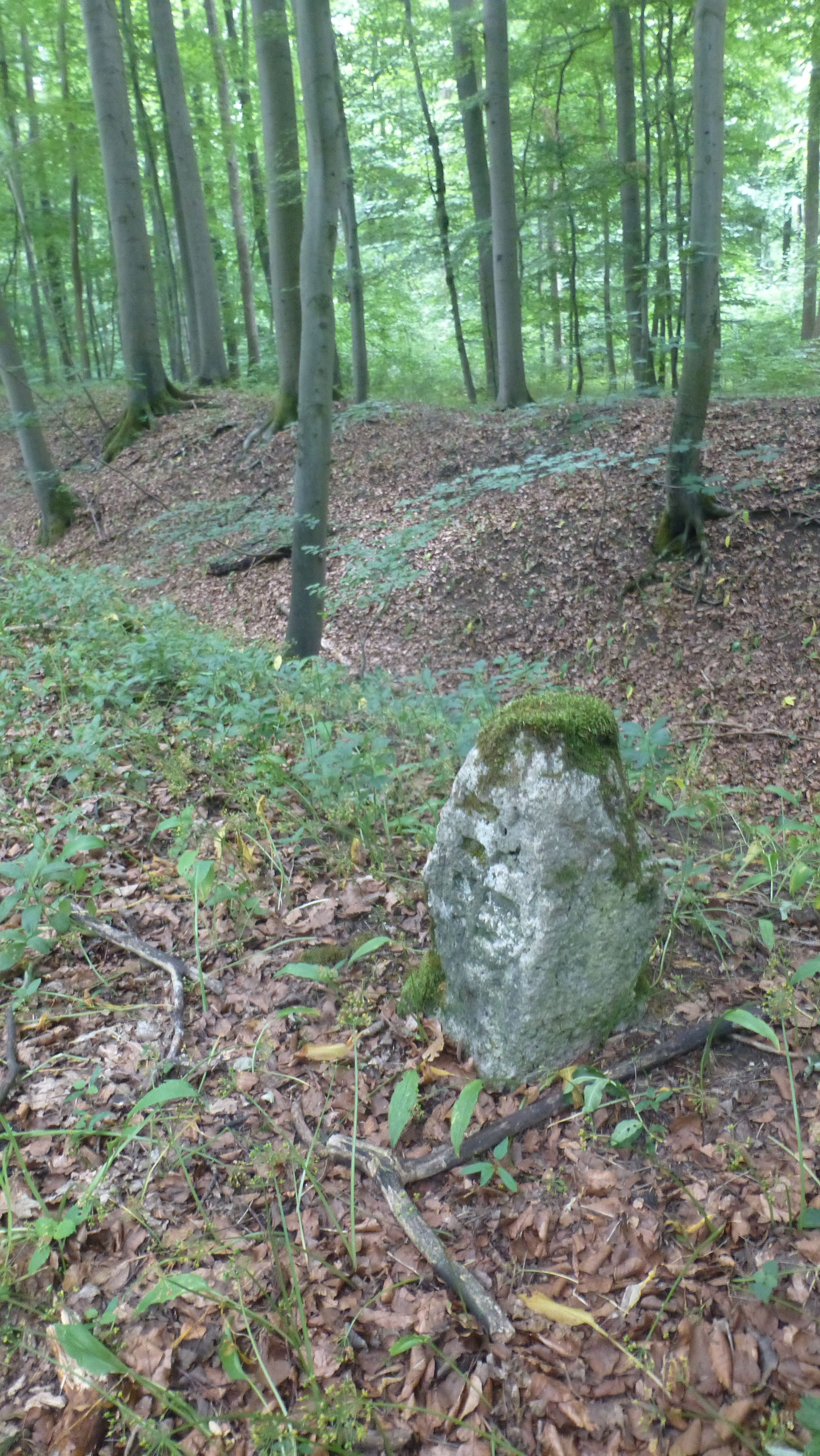
Grenzstein bei Kleinkeula mit Gothaer Wappen
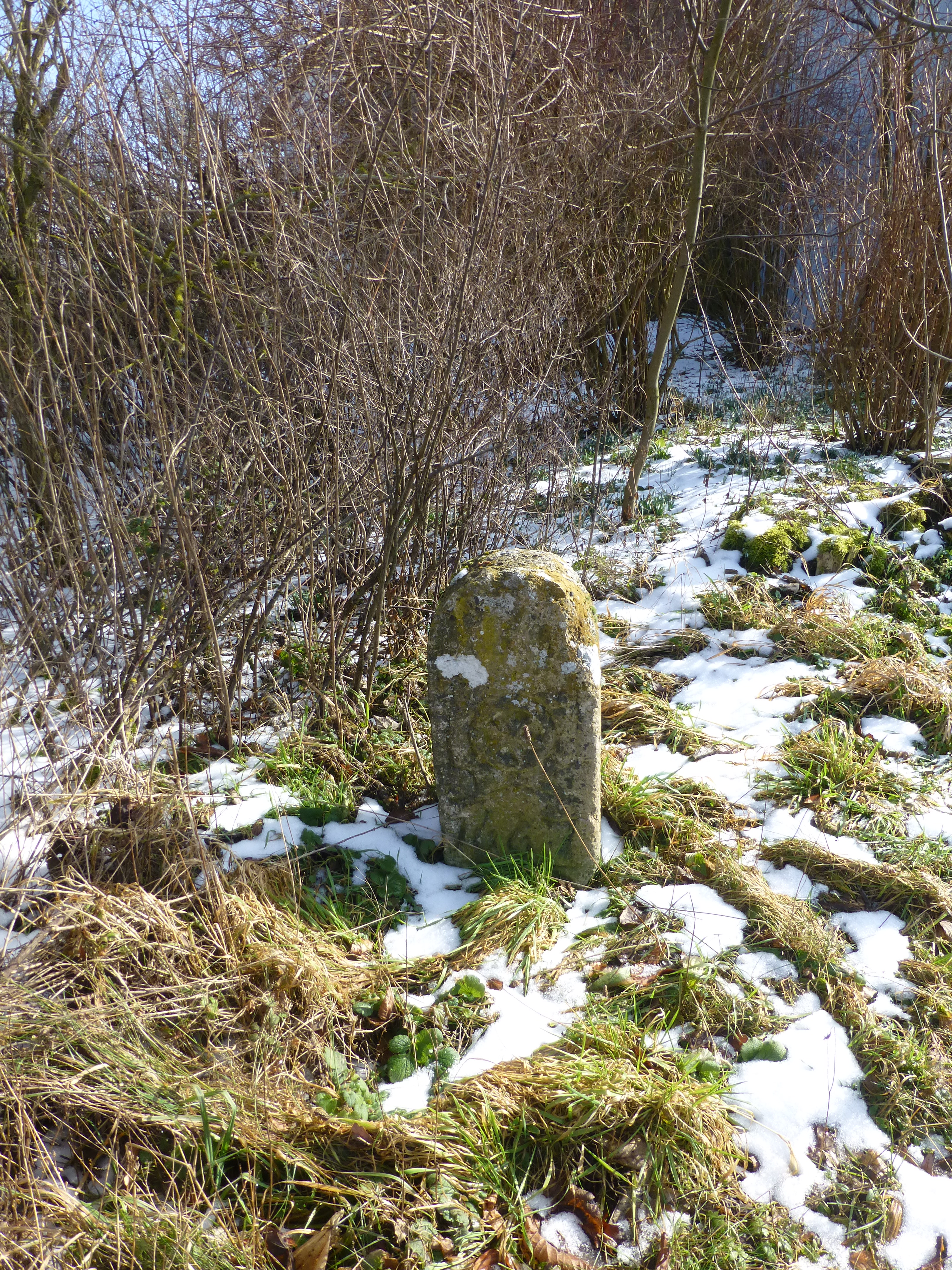
Grenzstein unmittelbar an der Lengefelder Warte
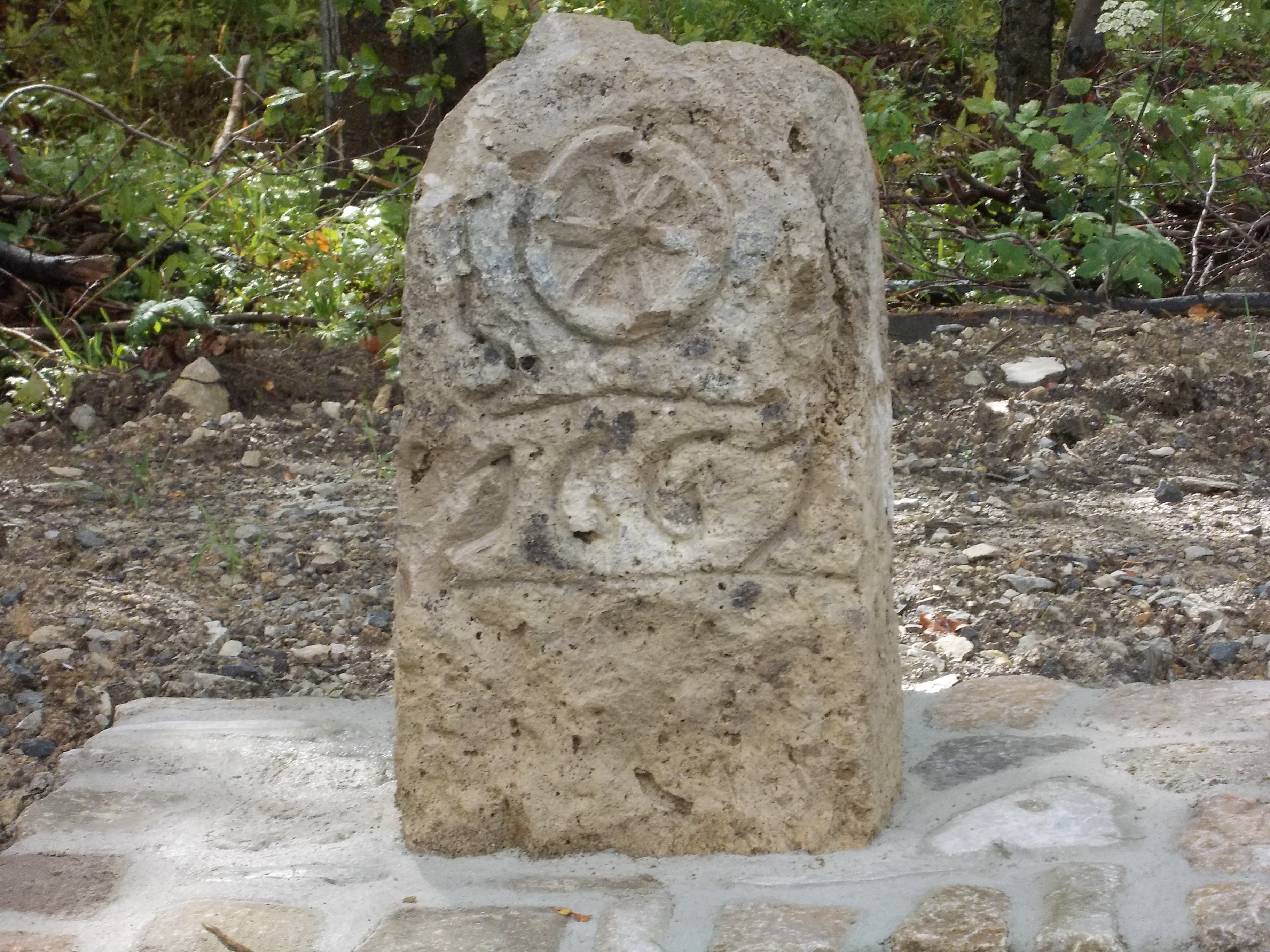
Grenzstein an der B 249 südwestlich von Eigenrieden mit Mainzer Rad

## Wanderung
Über einen Fußpfad ist der Mühlhäuser Landgraben in seiner gesamten Länge zu erwandern. Möglich sind u. a. Tageswanderungen vom Parkplatz an der Eigenrieder Warte bis zur Lengefelder Warte und zurück bzw. von der Lengefelder Warte bis zur Mühlhäuser Hardt und zurück. An der Lengefelder Warte befindet sich auch eine Gaststätte mit Thüringer Speisenangebot. Reizvoll sind Wanderungen Ende April, wenn sich die Frühjahrsblüher zu voller Pracht entfaltet haben und Mitte Oktober, wenn Herbstlaub den Wald in bunte Farben hüllt.

## Ältere Mühlhäuser Landwehr
Dem im 14. Jahrhundert errichteten Landgraben ging eine ältere Landwehr voraus, die zunächst nur das unmittelbare Stadtgebiet umschloss. Von dieser Landwehr sind keine Reste erhalten geblieben, nur einige schriftliche Quellen deuten darauf hin, so bei Popperode und Felchta. Darüber hinaus sind im Umfeld der Stadt zahlreiche Warttürme in Urkunden erwähnt, so die Thinbergwarte bei Popperode, die Forstbergwarte bei Saalfeld, eine Oberdorlaer Warte, die Heidewarte bei Dörna, die Mühlhäuser Warte bei Ammern und die Nützingeroder Warte bei Pfafferode.
Insgesamt waren ohne die Warten am Landgraben bis zu 23 Warttürme bzw. auch zeitweilig genutzte Kirchtürme bekannt, die dem Schutz der Stadt Mühlhausen dienten. Auch haben nicht alle Warten zur gleichen Zeit bestanden bzw. baufällige Warten wurden unter einem anderen Namen neu errichtet. Inwieweit die Warttürme der inneren Landwehr mit dem Landgraben in Verbindung standen, ist nicht bekannt.